# Анри Велики
Одо-Анри (или Йод-Анри; * 946, † 15 октомври 1002), наричан Велики, е граф на Невер, Оксер, Отюн, Авалон и Бон и херцог на Бургундия от 965 г. до своята смърт.

## Живот
Той е втори син на Хуго Велики и Хедвига Саксонска и по-млад брат на краля Хуго Капет.
До смъртта на по-големия си брат Ото (херцог на Бургундия) през 965 г. Анри е послушник в манастир. Бургундските графове гласуват и го избират за наследник на Ото.
През 973 г. Одо-Анри се жени за Герберга от Макон († 11 декември 986/991), вдовицата на италианския крал Адалберт II, пребиваваща в изгнание в Отюн. Анри получава за наследник доведен син – Ото-Гийом (Ото-Вилхелм).
Неговата втора съпруга от юни 992 г. е Герсенда от Гаскона († 15 октомври 1002), дъщеря на херцог Вилхелм II. Те се развеждат през 996 г. Третата му съпруга от 998 г. е Матилда от Шалон († 1005/1019), дъщеря на граф Ламберт, която се омъжва втори път за Готфрид I от Семюр (Дом Семюр). С нея той има през 999 г. дъщеря, Арамбурга от Бургундия, която се омъжва през 1015 г. за Далмас от Семюр. Освен това той има от непозната жена извънбрачен син с името Одо (Eudes), който става 1004 г. вицеграф на Бон.
Смята се, че Анри няма други законни наследници. Допуска се, че има извънбрачни връзки, от които се раждат деца, дали началото на линията графове на Вержи.